# 청주산업단지관리공단
청주산업단지관리공단(淸州産業團地管理公團, Management Corporation For Cheongju Industrial Complex)은 산업단지를 효율적으로 관리하기 위하여 설립된 법인이다. 충청북도 청주시 흥덕구 대신로 132 (송정동)에 있다.

## 설립 근거
- 산업집적 활성화 및 공장설립에 관한 법률[3]

## 연혁
- 1974년 8월 8일 청주공업단지협의회 발족 (회장 안호준)
- 1979년 7월 1일 청주공업단지관리공단 설립. 초대 이사장 한성동 취임 (공업배치및공장설립에관한법률 제31조에 의하여 충청북도지사 인가)
- 1982년 7월 1일 제2대 이사장 김태우 취임
- 1985년 3월 1일 제3대 이사장 김태우 유임 (1986.10.11 사임)
- 1986년 7월 19일 관리기관 지정 (통상산업부장관)
- 1986년 11월 6일 제3대 이사장 김열경 취임 (잔여임기)
- 1988년 3월 1일 제4대 이사장 김열경 유임
- 1993년 3월 4일 이사장 안민동 취임 (잔여임기)
- 1994년 3월 1일 이사장 안민동 유임
- 1997년 3월 1일 이사장 안민동 유임. 청주산업단지관리공단으로 명칭 변경(공업단지→산업단지)
- 2000년 3월 1일 제8대 이사장 전영우 취임
- 2003년 3월 1일 제9대 이사장 전영우 유임
- 2006년 3월 1일 제10대 이사장 전영우 유임
- 2009년 3월 1일 제11대 이사장 전영우 유임
- 2012년 3월 1일 제12대 이사장 전영우 유임

## 조직

### 전무이사
- 예비군연대

#### 관리국장
- 관리부
- 자원화사업소
- 복지관

## 같이 보기
- 경산산업단지관리공단
- 달성산업단지관리공단
- 대구성서산업단지관리공단
- 대덕산업단지관리공단
- 오창과학산업단지관리공단
- 충주산업단지관리공단
- 성남산업단지관리공단
- 안성산업단지관리공단
- 포항철강산업단지관리공단
- 하남산업단지관리공단
- 대전산업단지협회
- 청주상공회의소